# Dasyurus dunmalli
Dasyurus dunmalli es una especie extinta de marsupial dasiuromorfo de la familia Dasyuridae. Se trata de un carnívoro marsupial australiano del que sólo se conocen registros fósiles hallados en Queensland y datados en el Plioceno tardío.